# Nolina microcarpa
Espèce
Synonymes
- Beaucarnea microcarpa (S.Watson) Baker[1]
- Nolina caudata Trel.[1]

Nolina microcarpa est une espèce végétale de la famille des Asparagaceae. Elle pousse sur les flancs rocailleux des collines ou les steppes désertiques du sud-ouest des États-Unis (Arizona, Nouveau-Mexique) et du nord du Mexique, entre 900 et 1900 m d'altitude. 

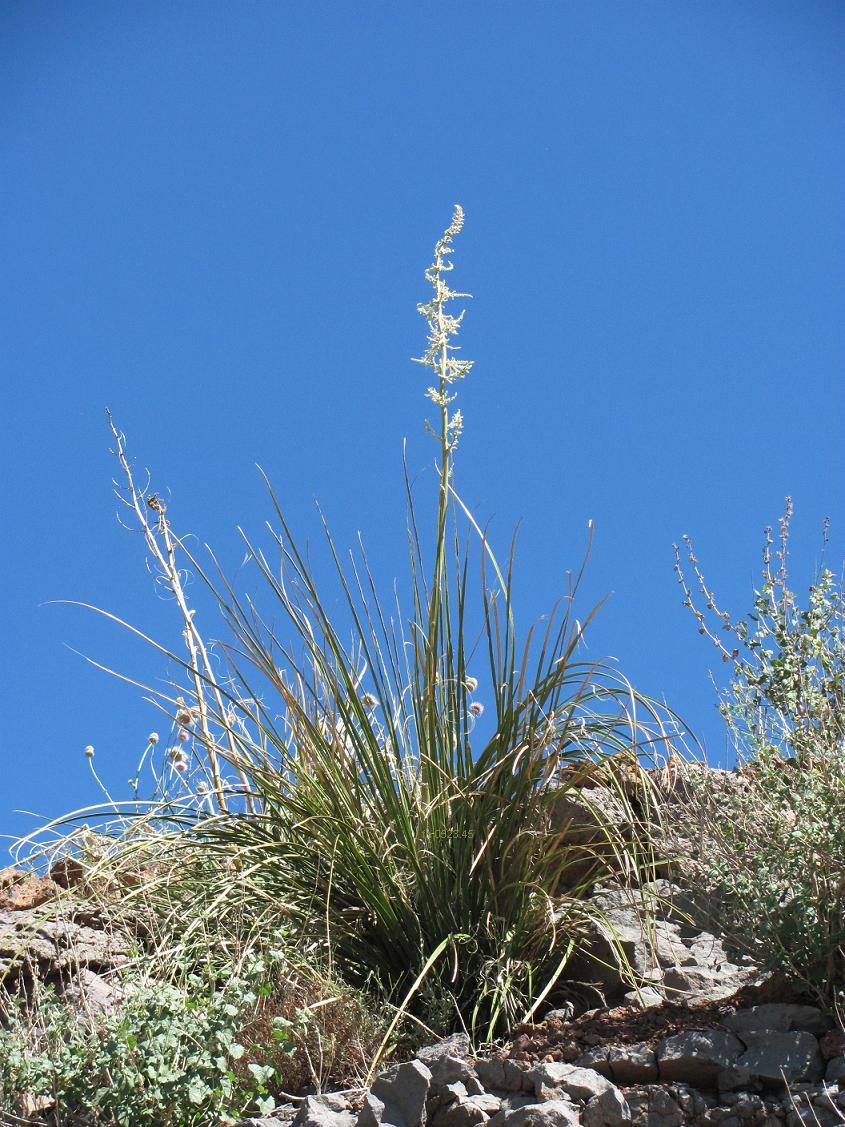
Nolina microcarpa en fleur, Arizona

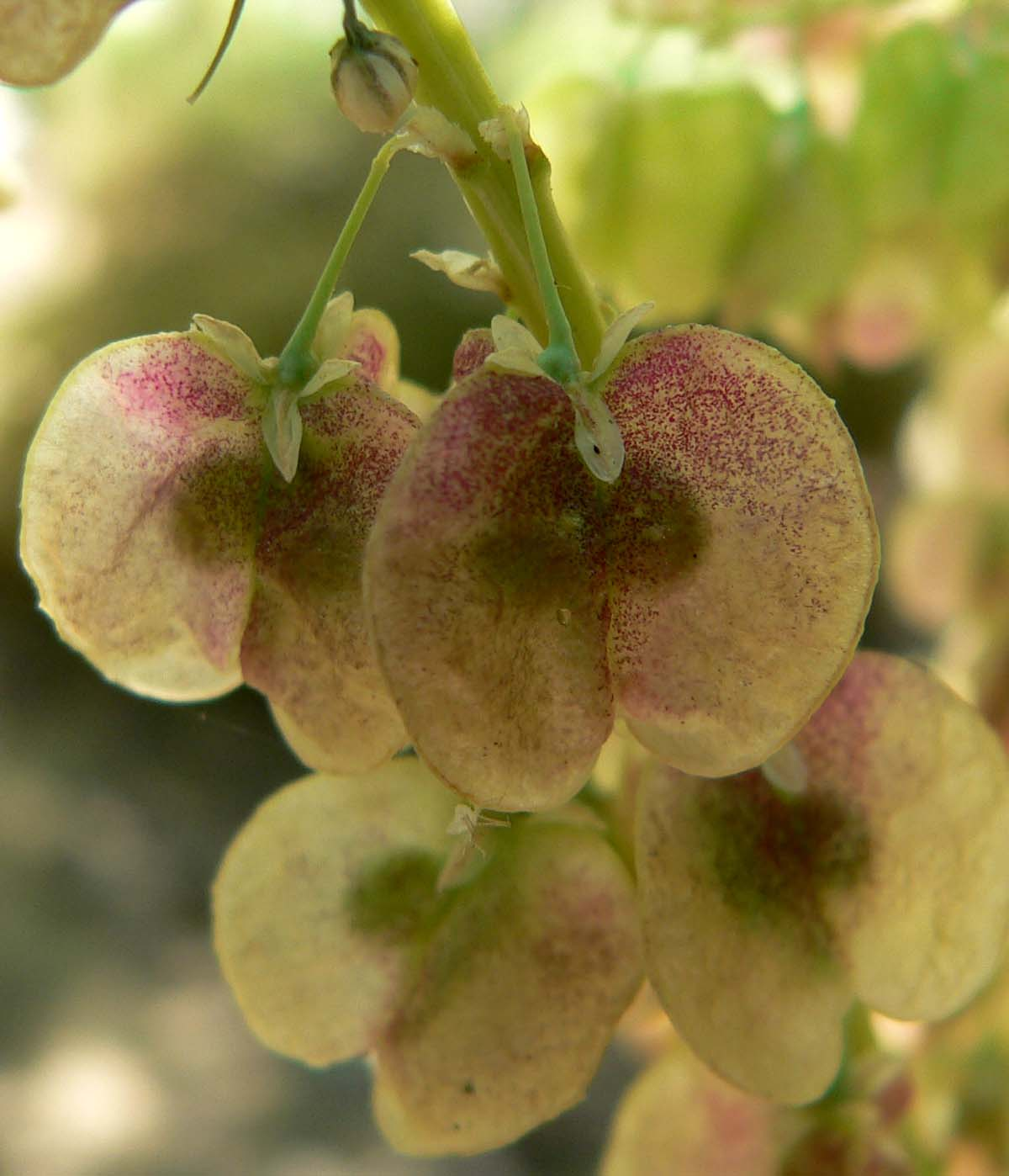
Gros plan des fruits des Nolina microcarpa